# Нестельбах-бай-Грац
Нестельбах-бай-Грац (нем. Nestelbach bei Graz) — община (нем. Gemeinde) в Австрии, в федеральной земле Штирия. Входит в состав округа Грац-Умгебунг. 
Население составляет 1077 человек (на 31 декабря 2005 года). Занимает площадь 8,7 км². Официальный код — 60631.

## Население

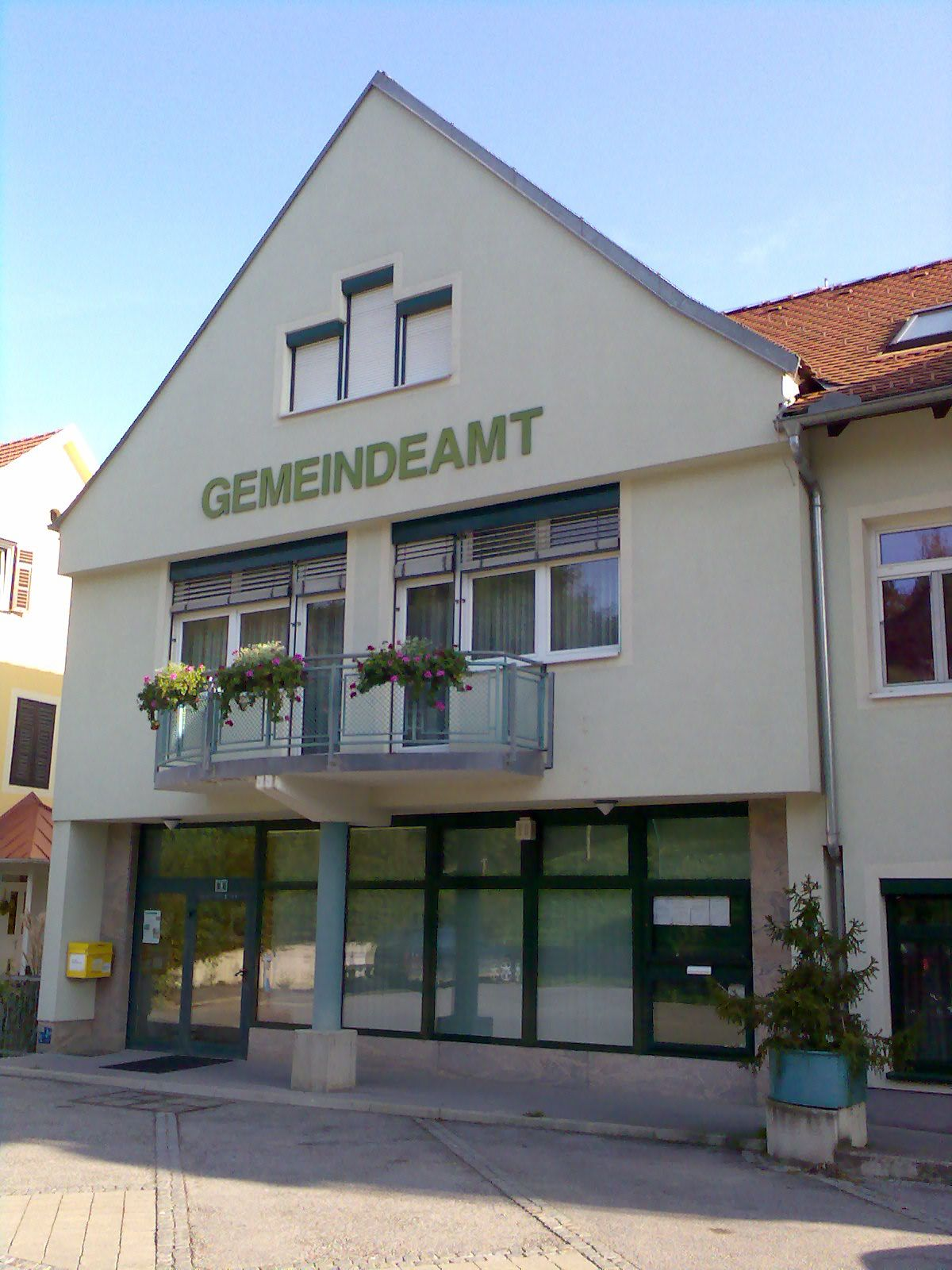
Здание совета общины до 2017 г.(Früheres Gemeindeamt Nestelbach /bis 2017/)

## Политическая ситуация
Бургомистр общины — Петер Грёбльбауэр (АНП) по результатам выборов 2005 года.
Совет представителей общины (нем. Gemeinderat) состоит из 15 мест.
- АНП занимает 9 мест.
- Партия PRO занимает 5 мест.
- СДПА занимает 1 место.